# メリーバード号 (広島 - 鳥取線)

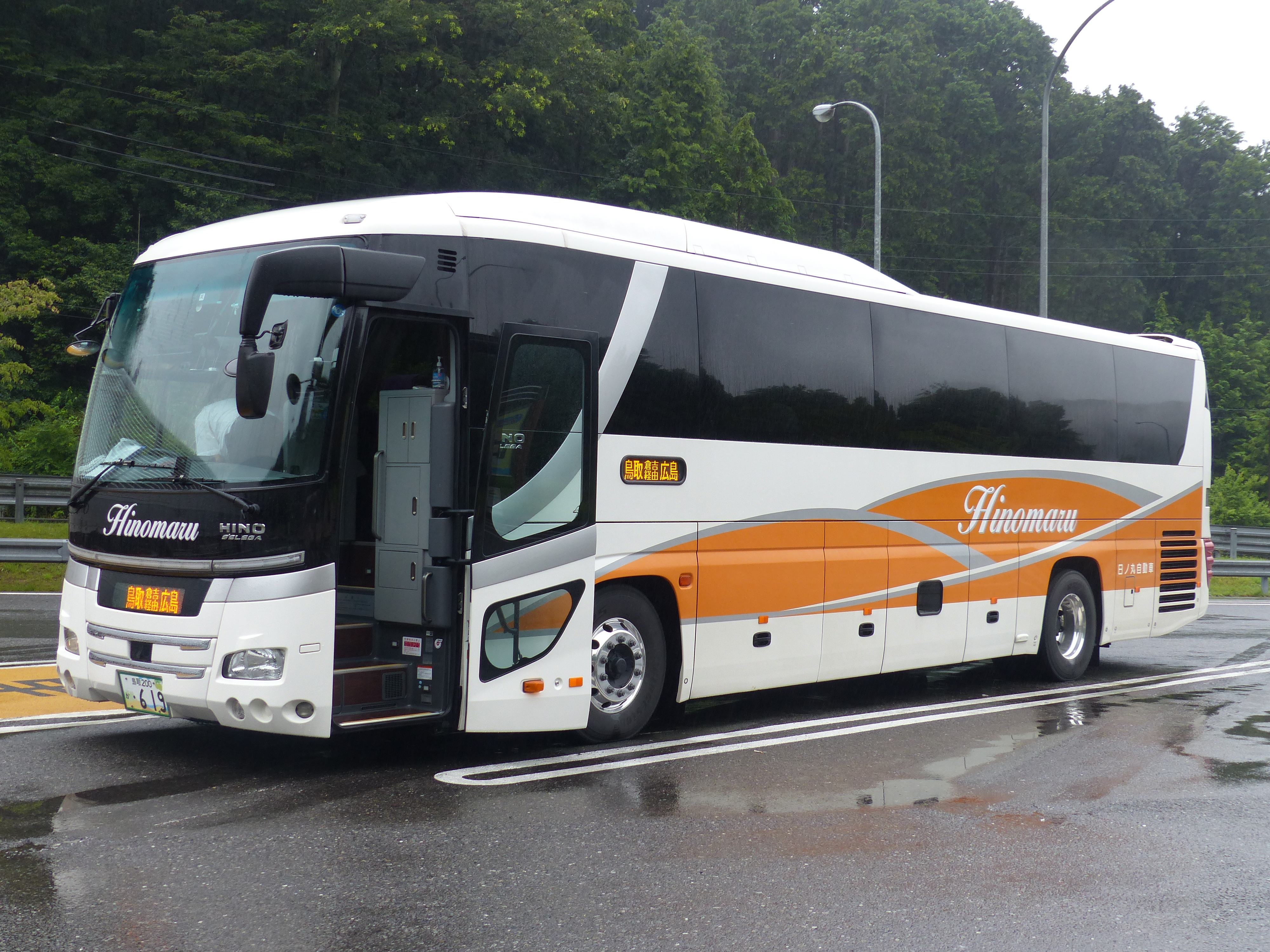
メリーバード号 現在の使用車両（日ノ丸自動車・2023年7月1日 上野PA）

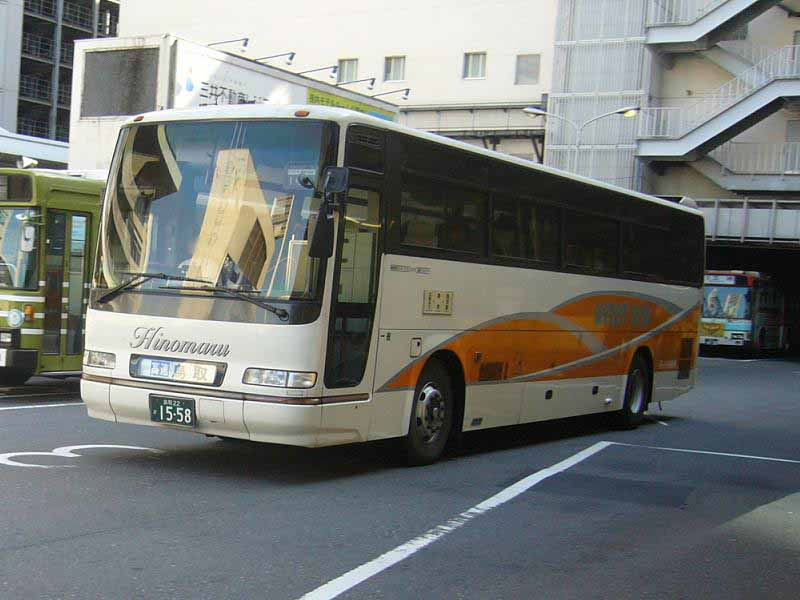
メリーバード号 過去の使用車両（日ノ丸自動車・2007年10月21日撮影 広島BC）

メリーバード号（メリーバードごう）は広島県広島市と岡山県真庭市・鳥取県倉吉市・湯梨浜町・鳥取市を結ぶ高速バスである。

## 概要
中国地方の拠点都市である広島市と鳥取県の県庁所在地である鳥取市を結ぶ。陰陽連絡路線の一つである。岡山自動車道の全通にあわせて1997年から2010年の間は山陽自動車道を経由し、広島県第二の都市である福山市での乗降も扱っていたが、現在は中国道経由に改められ福山市は経由しなくなった。
「メリーバード号」の愛称を持つ高速バス路線には他に広島市と米子市を結ぶ路線もあるが、同じ愛称ながら途中経路や運行形態が大きく異なる（鳥取線からは撤退した広島電鉄が現在も運行に携わっている）。
1日2往復（岡山県真庭市・鳥取県倉吉市・東伯郡湯梨浜町経由）運行。全便座席指定制となっている。運行開始当初は全便が八頭郡智頭町を経由し倉吉市を経由しなかったが、増便後に一部の便が倉吉経由となり、2011年5月31日の運行をもって智頭経由便が廃止となって減便となった。

## 歴史
- 1988年（昭和63年）12月21日：広島電鉄・日本交通 (鳥取県)・日ノ丸自動車の3社により運行開始[2]。1日3往復[2]で、当初は山陽自動車道・広島自動車道・中国自動車道を経由し、広島・三次・庄原 - 鳥取間の運行であった。
- 1992年（平成4年）12月19日:1日5往復に増便。
- 1994年（平成6年）9月30日：広島電鉄が撤退（予約・発券業務は継続）。
- 1997年（平成9年）12月15日：山陽自動車道・岡山自動車道・中国自動車道を経由するルートに変更。また、鳥取行2本・広島行3本を倉吉経由便に変更。
- 1998年（平成10年）7月1日：福山市内の山陽道上にある千田・福山本郷両バス停への停車開始[3]。
- 1999年（平成11年）3月21日：広島県側の停車地に、高坂PA・不動院を追加。倉吉経由便について、停車地のうち倉吉新町停留所を倉吉市役所前停車に変更。倉吉経由便の休憩地を倉吉駅・高梁SA（岡山道上）から上野PA（米子道上）・道口PA（山陽道上）に変更。
- 2005年（平成17年）11月1日：鳥取行1本を智頭経由便から倉吉経由便に変更し、智頭経由便2往復、倉吉経由便3往復となる。
- 2006年（平成18年）10月20日：倉吉経由便を鳥取県道22号倉吉青谷線～泊東郷IC経由から国道179号～はわいIC経由に変更。
- 2007年（平成19年）3月21日：ダイヤ改正により所要時間の見直しを実施（現行より智頭経由便で10分、倉吉経由便で15分長くなる）。
- 2008年（平成20年）9月1日：飲料サービス（水・湯・茶）を廃止。
- 2009年（平成21年）4月1日：鳥取自動車道智頭IC～河原ICの開通（開通自体は2009年3月14日）に伴い、経路変更とともに、従来の「河原・用瀬」両バス停をそれぞれ河原インターと用瀬パーキングに移動・名称変更。所要時間は変更なし。
- 2010年（平成22年）
  - 4月1日：鳥取自動車道河原IC～鳥取IC間の開通（開通自体は2010年3月28日）に伴い、経路変更。所要時間は変更なし。
  - 10月1日：智頭経由便・倉吉経由便ともに、山陽自動車道・岡山自動車道経由から広島高速4号線・広島自動車道・中国自動車道経由に変更（ただし、以前とは異なり、三次・庄原には停車しない）。これに伴い、「千田」「福山本郷」「高坂PA」「中筋駅」「不動院」バス停が廃止、「大塚駅」バス停新設。所要時間も現行より15～25分長くなる。
- 2011年（平成23年）6月1日：智頭経由便（2往復）を廃止（これに伴い、河原IC・用瀬PA・智頭の各停留所を廃止）。倉吉経由便（3往復）のみの運行となる。
- 2013年（平成25年）4月1日：岡山県真庭市内に「湯原温泉口」バス停新設[4][5]。
- 2014年（平成26年）4月1日：日本交通が撤退し、2往復に減便。
- 2017年（平成29年）4月1日：中国自動車道沿いの呰部バスストップ（北房呰部）に停車。

## 運行会社
- 日本交通 (鳥取県)（運行からは撤退したが、切符の販売は継続。）
  - 鳥取本社営業所
- 日ノ丸自動車
  - 鳥取営業部
- 広島側の予約・発券・運行支援業務は広島電鉄バス事業本部地域輸送営業部広島北営業課が担当。

## 運行経路・停車停留所
太字は停車停留所。広島県内及び岡山県内 - 鳥取県内での相互の乗降はできない。2010年10月1日のダイヤ改正で経路等が大きく変更されたため、参考のため両者を併記する。

### 現行
倉吉経由便
広島バスセンター - 中広出入口 - 広島高速4号線 - 沼田出入口 - 大塚駅 - 広島西風新都IC - 広島自動車道 - 中国自動車道 - 北房呰部 - 米子自動車道 - 湯原IC - 国道313号 - 湯原温泉口（はんざき橋） - 関金温泉 - 国道313号 - 倉吉市役所前 - 倉吉駅 - 倉吉バスセンター - 国道179号 - ハワイアロハホール - はわいIC - 山陰自動車道 - 青谷IC - 国道9号 - 湖山（湖陵高校前） - 鳥取駅バスターミナル
- 七塚原SA・真庭PAで休憩。

湯原温泉口（はんざき橋）は2013年4月1日から、北房呰部は2017年4月1日から停車。
智頭経由便（2011年5月31日廃止）
広島バスセンター - 中広出入口 - 広島高速4号線 - 沼田出入口 - 大塚駅 - 広島西風新都IC - 広島自動車道 - 中国自動車道 - 津山IC - 国道53号 - 智頭 - 国道53号 - 智頭IC - 鳥取自動車道 - 用瀬PA - 河原IC - 鳥取南IC - 国道53号 - 鳥取駅バスターミナル
- 七塚原SA・真庭PAで休憩。

### 2010年9月30日まで
倉吉経由便
広島バスセンター - 国道54号 - 不動院 - 中筋駅 - 広島IC - 山陽自動車道 - 高坂BS - 福山本郷BS - 千田BS - 岡山自動車道 - 中国自動車道 - 米子自動車道 - 湯原IC - 国道313号 - 関金温泉 - 国道313号 - 倉吉市役所前 - 倉吉駅 - 倉吉バスセンター - 国道179号 - ハワイアロハホール - はわいIC - 山陰自動車道 - 青谷IC - 国道9号 - 湖山（湖陵高校前） - 鳥取駅バスターミナル
道口PA・真庭PAで休憩。
智頭経由便
広島バスセンター -（この間倉吉経由便と同じ）- 千田BS - 山陽自動車道 - 岡山自動車道 - 中国自動車道 - 津山IC - 国道53号 - 智頭 - 国道53号 - 智頭IC - 鳥取自動車道 - 用瀬PA - 河原IC - 鳥取南IC - 国道53号 - 鳥取駅バスターミナル

## 運行回数
- 昼行2往復（うち1往復は休便中のため、昼行1往復（2025.1.4現在））